# Posadas de ecoturismo en Colombia
Posada turística es el nombre que se le da en Colombia a un establecimiento turístico de régimen familiar, preferiblemente de arquitectura autóctona, para promover la generación de empleo e ingresos a las familias residentes de los distintos núcleos rurales. Tuvieron su origen en las propuestas de la cumbre mundial de ecoturismo, realizada en Quebec, Canadá en el año 2002.
En Colombia se creó un "Programa de Posadas Turísticas" para poblaciones de áreas rurales con valor etnográfico. Las posadas se encuentran ubicadas en zonas rurales de la geografía, donde no hay una amplia infraestructura hotelera, muchas de estas no cuentan con las comodidades de la vida moderna, pero sí le ofrecen al turista la posibilidad de conocer la cultura y las costumbres de comunidades nativas. Suele tratarse de típicas viviendas construidas en piedras, madera, paja o cemento. Por lo general cada cabaña cuenta con una cama con toldillo, una hamaca, una mesa de noche y un baño, con capacidad para 2 a 4 personas. 